# Рудик Іван Леонтійович
Іван Леонтійович Рудик (нар. 1 жовтня 1949, село Басівка, тепер Городоцького району Хмельницької області) — український діяч, голова правління агрофірми «Проскурів» Хмельницького району Хмельницької області. Народний депутат України 2-го скликання (у 1996—1998 роках).

## Біографія
Народився у селянській родині. Закінчив Бучацький сільськогосподарський технікум Тернопільської області.
У 1966—1972 роках — головний зоотехнік колгоспу «Ленінець» села Олешин Хмельницького району Хмельницької області. У 1972—1981 роках — головний зоотехнік радгоспу «Хмельницький» Хмельницького району; зоотехнік, керуючий відділку, директор Хмельницького відгодівельного радгоспу Хмельницької області.
У 1979 році закінчив заочно Кам'янець-Подільський сільськогосподарський інститут, вчений агроном.
У листопаді 1981—1991 роках — голова правління колгоспу «Комунар» Хмельницького району Хмельницької області.
У 1989 році закінчив заочно технологічний факультет Київського інституту харчової промисловості.
У 1991—1996 роках — голова правління агрофірми «Проскурів» Хмельницького району Хмельницької області.
Був головою Хмельницької обласної організації Демократичної партії України (ДемПУ). Член Національної ради ДемПУ.
6 квітня 1994 року, повертаючись із ділової поїздки до Румунії, особисто записав на митниці відповідну декларацію, додавши до неї 40 доларів США. Проте, під час обшуку його авто було виявлено незадекларовані 20 тис. марок ФРН, завернуті у газету і целофановий кульок, а під час особистого огляду — незадекларовані 800 марок ФРН і 8 доларів США (за тодішнім курсом Національного банку України це складало в сумі 156 млн 756 тис. 480 карбованців. Коли складали протокол щодо порушення митних правил № 12 політик заявляв, що вилучена валюта є його власністю.
Наступного дня, 7 квітня 1994 року, проти Івана Рудика була відкрита карна справа і в цей же день був поміщений в слідчий ізолятор управління Служби безпеки України у Чернівецькій області. 15 квітня йому, за присутності адвоката, було пред'явлене звинувачення, передбачене статею 70 Карного кодексу УРСР (по частині контрабанди). Під час обшуку робочого кабінету Рудика в сейфі були знайдені 89100 доларів США, 53020 шведських крон, 91200 угорських форінтів, 50000 турецьких лір, 46000 румунських лей, а також 4300 російських рублів та 57540000 карбованців, Всі ці кошти не були оброблені бухгалтерськими документами і не значилися на валютних рахунках. Тоді ж 54 депутати Хмельницької районної ради підписали листа на його підтримку, але, як потім виявилося, чимало підписів були підробленими.
Слідство встановило, що Рудик, направляючись з України до Румунії 6 квітня, під час проходження прикордонного та митного контролю, представився дипломатом Міністерства зовнішньоекономічних справ і пред'явив дипломатичний паспорт, що підтверджують записи у «Журналі реєстрації дипломатів». В той же день Рудик, повертаючись з Румунії до України, пред'явив на кордоні такий же дипломатичний паспорт, прикордонники виявили, що він насправді належав колезі Рудика по парламенту та керівнику «Украгротехсервісу» Володимиру Бортнику.
Після відправлення офіційного листа агрофірми «Проскурів» в.о. Прем'єр-міністру України Юхиму Звягільському, в якому йшлося про те, щоб той взяв участь в житті Рудика, 3 червня 1994 року депутата Хмельницької районної ради звільнили з-під варти.
Народний депутат України 2-го демократичного скликання з .04.1996 (2-й тур) до .04.1998, Заводський виборчий округ № 405, Хмельницька область. Член Комітету з питань боротьби з організованою злочинністю та корупцією. Член депутатської групи «Єдність» (до цього — депутатської групи «Незалежні»).
З 1999 року — голова наглядової ради Відкритого акціонерного товариства (потім — Приватного акціонерного товариства) «Проскурів» Хмельницького району Хмельницької області.
Член Політичної партії «Україна Соборна» (ППУС).